# Phorocerosoma echinum
Phorocerosoma echinum là một loài ruồi trong họ Tachinidae.